# Artistentreue
Artistentreue è un film muto del 1919 prodotto e diretto da Erik Lund

## Produzione
Il film fu prodotto dalla Ring-Film GmbH (Berlin).

## Distribuzione
Uscì nelle sale cinematografiche tedesche con il visto di censura rilasciato nel maggio 1919.